# 607
607 (DCVII) je bilo navadno leto, ki se je po julijanskem koledarju začelo na nedeljo.

## Dogodki
- 1. januar
- Rimski Pantenon je preurejen v cerkev

## Rojstva
- (ali 618) Haribert II., kralj Akvitanije († 632)

## Smrti
- 12. november - Papež Bonifacij III.